# Мекинг, Энрике
Энри́ке да Кошта Ме́кинг (порт.-браз. Henrique da Costa Mecking; род. 23 января 1952, Санта-Крус-ду-Сул) — бразильский шахматист, гроссмейстер (1972).

## Биография
В 1965 году в возрасте 13 лет стал чемпионом Бразилии. В 1967 году повторно завоевал чемпионский титул.
Сильнейший бразильский шахматист 70-х годов, международный гроссмейстер с 1972 года.
Наиболее высокий рейтинг ФИДЕ имел в 1977 году (2635), третье место в мире после Анатолия Карпова и Виктора Корчного. Первого крупного успеха добился в 1973 году, выиграв межзональный турнир в Петрополисе. Уступил в четвертьфинальных матчах претендентов: в 1973 Корчному, а в 1976 Полугаевскому.
В следующем цикле борьбы за мировое первенство участвовать не смог из-за серьёзной болезни. Выздоровление воспринял как знамение свыше, написал книгу «Как Иисус Христос спас мою жизнь». Окончив католическую академию, с 1991 снова стал участвовать в шахматных соревнованиях.
Участник четырёх Всемирных шахматных олимпиад в составе сборной Бразилии (1968, 1974, 2002, 2004).

## Изменения рейтинга
| Графики недоступны из-за технических проблем. См. информацию на Фабрикаторе и на mediawiki.org. |

## Примечательная партия
Партия Мекинга из первого межзонального, сыгранная им в возрасте 15 лет:
Мекинг — Гипслис, Сус 1967, 1.d4 Nf6 2.c4 e6 3.Nf3 Bb4+ 4.Bd2 Qe7 5.e3 Bxd2+ 6.Qxd2 c5 7.Be2 b6 8.Nc3 O-O 9.O-O Bb7 10.d5 exd5 11.cxd5 d6 12.Rad1 a6 13.a4 Nbd7 14.Qc2 Rfe8 15.Rfe1 g6 16.e4 Rab8 17.Nd2 Bc8 18.f4 Nf8 19.Nc4 b5 20.axb5 axb5 21.Na5 Bd7 22.Nc6 Bxc6 23.dxc6 c4 24.Bf3 Ne6 25.e5 dxe5 26.fxe5 b4 27.exf6 Qc5+ 28.Qf2 Qxf2+ 29.Kxf2 bxc3 30.bxc3 Kf8 31.Rd7 Rb5 32.Bg4 Rc5 33.Bxe6 fxe6 34.c7 1-0

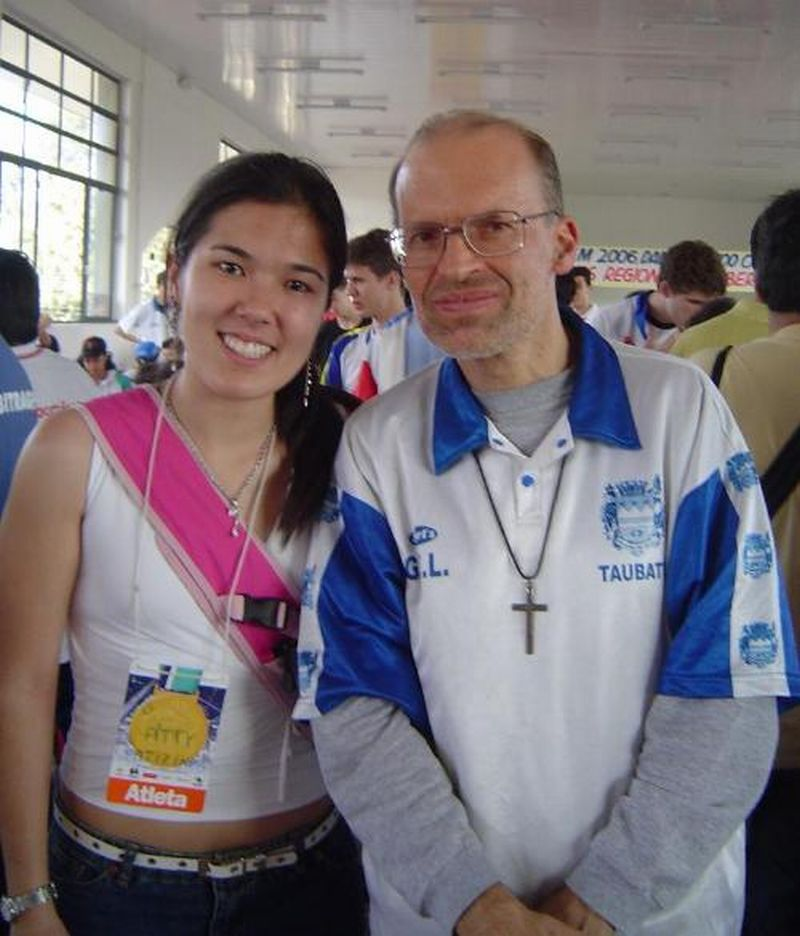
Фото с молодой шахматисткой. Февраль, 2007.

## Книги
- Como Jesus Cristo Salvou a Minha Vida (1992).